# Андреа Малатеста
Андреа Малатеста, нар. също Малатеста Малатеста (на италиански: Andrea Malatesta, Malatesta Malatesta; * 30 ноември 1373; † 24 септември 1416, Чезена) e господар на Чезена, Червия, Бертиноро и от 1388 г. – на Фосомброне. Той е италиански благородник от фамилията Малатеста, известен кондотиер на епохата, който се бие за различни господари.
Той е баща на Паризина Малатеста, която чрез трагичния си край вдъхновява Джордж Байрон да напише стихотворения, а композиторите Гаетано Доницети и Пиетро Маскани – опери.

## Произход
Той е третият син на известния кондотиер Галеото I Малатеста (* 1299, † 1385, Чезена), господар на Римини, Фано, Асколи Пичено, Чезена и Фосомброне, и на втората му съпруга Елизабета да Варано, дъщеря на Родолфо II да Варано, господар на Камерино, и на Камила Киавели. Има четирима братя и четири сестри:
- Карло I (* 1368, † 1429), кондотиер, господар на Римини, Фано, Чезена и Фосомброне, съпруг на Елизабета Гонзага
- Томаза, съпруга на Джакомо Пеполи, съгосподар на Болоня
- Маргерита (* 1370, † 1399), съпруга на Франческо I Гонзага, капитан на народа на Мантуа
- Джентиле († ок. 1450), съпруга на Джангалеацо Манфреди, господар на Фаенца
- Ренгарда († 1434), съпруга на Гуидантонио да Монтефелтро, херцог на Урбино
- Николо
- Галеото Новело, наречен Белфиоре (* 1377, † 1400), кондотиер, господар на Червия, съпруг на Анна Да Монтефелтро, дъщеря на Антонио Да Монтефелтро, граф на Урбино
- Пандолфо III Велики (* 1370, † 1427), кондотиер, господар на Фано, съпруг на Паола Бианка Малатеста, на Антония да Варано и на Маргерита Гуиди ди Попи

Има и двама или трима природени братя и две природени сестри от извънбрачни връзки на баща си.

## Биография
По-известен е като Малатеста от Чезена – град, който той получава като подарък от баща си Галеото I. Прави Чезена своя резиденция и строи там катедрала.
През 1397 г. преминава на служба на болонците, от които е изпратен с двеста копиеносци да помогне на флорентинците, потиснати от Херцога на Милано.
Той потиска набезите, извършени в неговото контадо от Алберико да Барбиано, след което преминава към защитата на Мантуа. След като Якопо дал Верме му попречва да премине река По при Боргофорте (дн. подселище на Борго Вирджилио), той не може да пресече и река Минчо, защото е възпрепятстван от Уголото Бианкардо. Дал Верме печели победа над Малатеста близо до Мантуа и влиза в града.
През 1398 г. Андреа се бие с Брачо Фортебрачо и с изгнаниците от Перуджа, опитвайки се напразно да си върне Мантуа, превзета от Биордо дей Микелоти. Той преминава на служба при него във Вал Ночера, завладявайки различни замъци.
През 1398 г. е номиниран за сенатор от папа Бонифаций IX, заемайки длъжността около година, през която предприема експедиция срещу жителите на Колона.
През 1399 г., понеже гибелинската партия крои да го лиши от господството на Чезена, той конфискува активите на заговорниците и увеличава владението си на Чезена и Верукио.
През 1402 г. преминава на служба на Джан Галеацо Висконти, участвайки в експедицията в Болоня и си създава име в битката при Казалекио. Когато херцогът умира, той преминава на служба при папата и през 1403 г. се опитва да си върне Болоня от Висконти, след което се присъединява към папския легат, завзема различни земи в района на Болоня и се нахвърля на територията на Парма, вземайки там голяма плячка и накрая се завръща в Болоня триумфално.
През 1404 г. става свидетел на посвещаването на Фаенца, участва във войната срещу Алберико да Барбиано, завладява Форли през 1406 г., след като принуждава Сарсина, Ранчо и много други да се подчинят.
През 1408 г. преминава в заплатата при Джовани Мария Висконти, като се жени за дъщеря му Антония. Противопоставя се на Фачино Кане на територията на Павия. Връщайки се в Чезена и съюзявайки се с маркиза на Ферара, той се бие с Отобуоно де' Терци и е от голяма помощ на Сфорца при Котиньола при поражението, нанесено на тиранина на Парма под стените на Модена. След като тиранинът е убит през 1409 г., той се завръща в Чезена, където остава до 1413 г. През тази година се бие с Йоан XXIII, съюзник на Ладислав, крал на Неапол, и се опитва да превземе Болоня. Той се озовава с Ладислао в похода към Рим. Той участва в обсадата на Сполето, който напуска, за да се притече на помощ на Сфорца при Котиньола, докато последният обсажда Паоло Орсини.
Той отново превзема територията на Болоня, воюва срещу Лудовико Милиорати, отнемайки различни замъци, зависими от Рока Контрада.
След като Брачо да Монтоне нахлува в района на Чезена и завладя Чезенатико, болният Малатеста поисква помощ първо от Флоренция, а след това от Перуджа, които го избират за генерален капитан, за да ги защитава от общия враг. Той се влошава и умира през 1416 г.

## Брак и потомство
Андреа Малатеста се жени три пъти:
∞ 1. 1390 Ренгарда Алидозио († септември 1401), дъщеря на Бертрандо Алидозио, господар на Имола, и на съпругата му Елиза Тарлати, от която има един син и две дъщери:
- Галеото Малатеста (* 1395, † 1414), ∞ за Николина да Варано († 1429, Камерино), дъщеря на Родолфо III да Варано, кондотиер и господар на Камерино, и на съпругата му Костана Змендучи. Нямат деца.
- Елизабета Малатеста († 1434), ∞ за Обицо да Полента от Равена
- Антония Малатеста († XV век, Чезена), ∞ 1408 за Джованмария Висконти (* 7 септември 1388, † 16 май 1412), херцог на Милано, от когото няма деца.

∞ 2. 1403 Лукреция Орделафи (* 1389, † 1404), негова роднина, дъщеря на Франческо (Кеко) III Орделафи, господар на Форли, и съпругата му Катерина Гондзага, дъщеря на Гуидо II Гондзага, господар на Новелара. Имат една дъщеря:
- Паризина (Лаура) Малатеста (* октомври 1404; † 21 май 1425, Ферара), ∞ 2 април 1417 за маркграф Николо III д'Есте, владетел на Ферара, Модена и Реджо, от когото има две дъщери-близначки и един син. Тя изневерява със заварения си син Уго д'Есте и двамата са обезглавени по заповед на нейния съпруг.

∞ 3. 7 ноември 1408 Полисена Сансеверино († сл. 1430) от Веноза, дъщеря на Венцеслао Сансеверино, херцог на Амалфи, от която няма деца.